# Эрсу (язык)
Эрсу (кит. 尔苏语, Ěrsūyǔ) — исчезающий язык тибето-бирманской семьи, на котором говорит народ эрсу в Синьцзяне (Китай). Принадлежит к цянской группе, обладает уникальными архаичными чертами.

## Классификация
Эрсу относится к цянской группе тибето-бирманских языков. Ранее ошибочно включался в тюркские языки.

## Распространение
Носители языка (около 3 000 человек) проживают преимущественно в округах Мяньнин и Шимэнь Синьцзян-Уйгурского АР. Язык используется в основном старшим поколением.

## Лингвистические особенности

### Фонетика
- Тональная система (4-5 тонов)
- Сохранение архаичных фонетических черт

### Лексика
- Основной словарный состав — тибето-бирманский
- Заимствования из китайского и тибетского
- Уникальная ритуальная лексика

## Письменность
Исторически письменность отсутствует. В отдельных случаях для записи используются китайские иероглифы.

## Угрозы и сохранение
Язык находится под угрозой исчезновения по следующим причинам:
- Отсутствие письменности и образовательных программ
- Активная ассимиляция с ханьцами
- Отсутствие официального статуса

## Исследования
Основные работы, посвящённые языку эрсу:
- Ли Юншэн, Дин Хунди (1989). "The Ersu Language"
- Сунь Хункай (2001). 《中国的语言》 ("Языки Китая")
- Чэнь Цзяцзюнь (1985). 《尔苏语研究》 ("Исследование языка эрсу")